# Piacenza

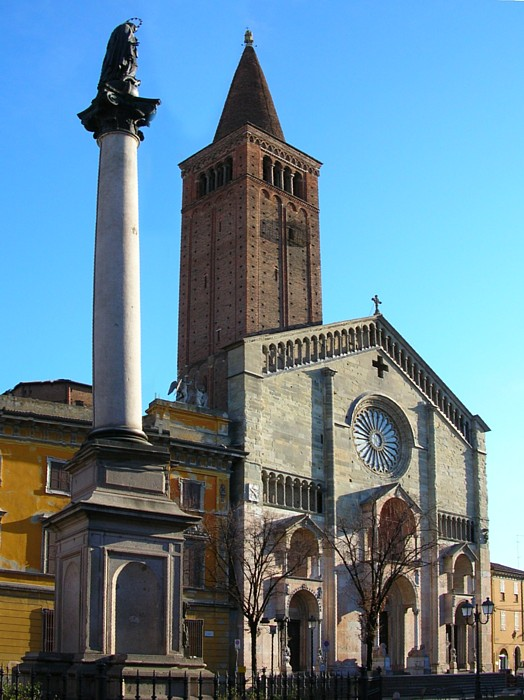
A piacenzai katedrális homlokzata

Piacenza (latinul Placentia, a helyi emilia-romagnai nyelvjárásban Piasëinsa) város Olaszország északi részében, Emilia-Romagna régióban. Piacenza megye székhelye. Területe 118 km², lakossága 2004. december 31-ei adatok szerint 99 150.

## Fekvése
A Pó völgyében, Trebbia folyótól nyugatra, a Ligur Appeninek lábainál fekvő település.

## Története
A rómaiak letelepedése előtt más népek éltek itt: közvetlenül előttük a Pó folyó jobb partját a Trebbia és a Taro folyók közt a Gallia Cisalpinából származó gall törzs, az anamarik népesítették be.. Korábban Polübiosz szerint „ezeket a síkságokat ősidőktől az etruszkok laktak”, mielőtt a gallok elragadták tőlük az egész Pó-síkságot. Bár Polubiosz szerint az etruszkok elhagyták a vidéket, talan egy részükre gondolt, mivel az etruszk kultúra a régióban fennmaradt egészen a rómaiak érkezése utánig.
Később az egyik longobárd hercegség székhelye lett. 1126-ban szabad önkormányzata (kommunája) lett; majd a Lombard Liga tagjaként részt vett a Barbarossa Frigyes császár elleni harcokban. 1336-ban a Visconti család birtoka volt és a birtokukban maradt 1447-ig, majd a tizenhatodik század első felében először Franciaországhoz, majd a Pápai államhoz tartozott.
Piacenzában gyógyított pestises betegeket - és maga is itt gyógyult ki a kórból - a 14. században Szent Rókus.

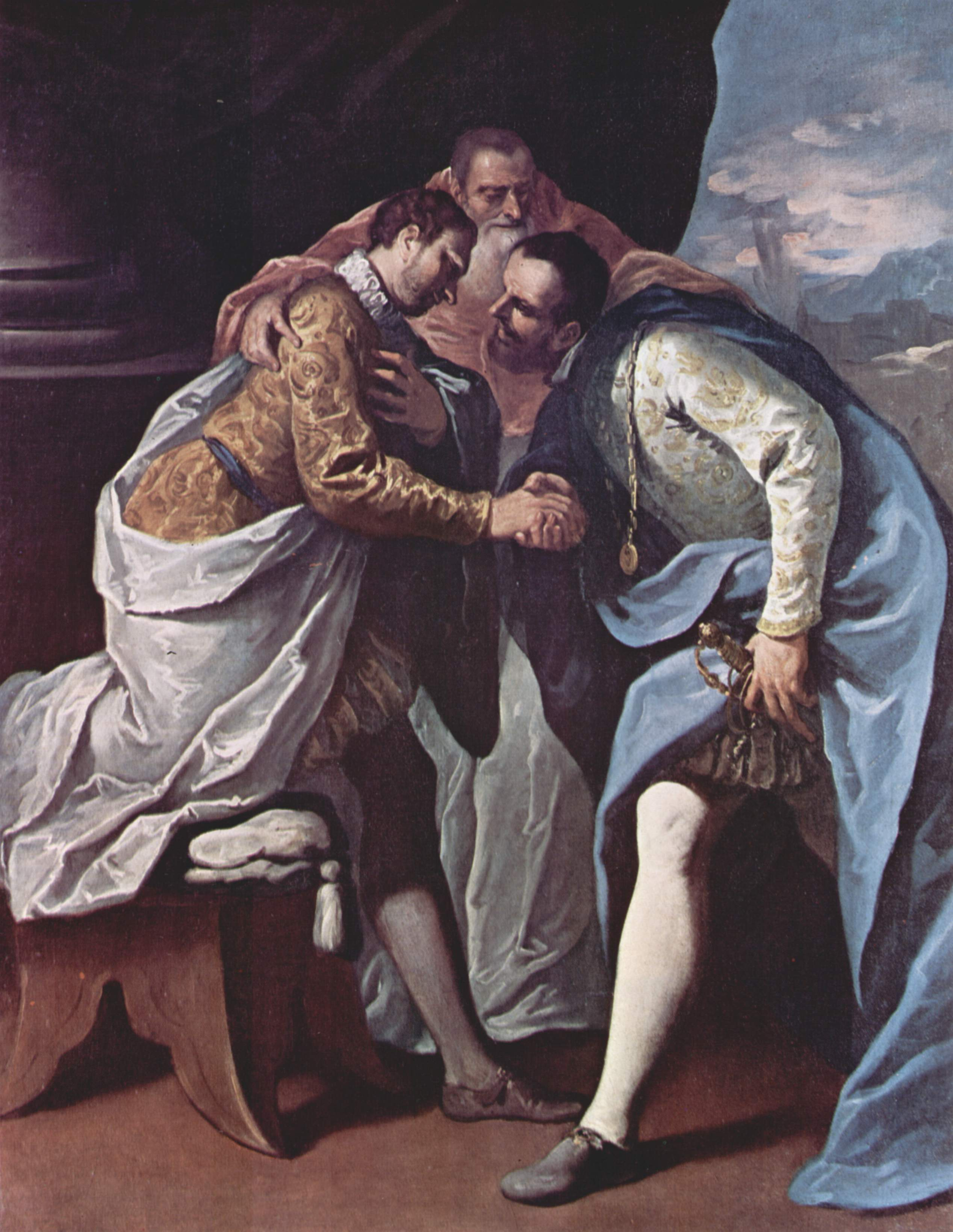
Sebastiano Ricci képe a múzeumból-

1732-től 1859-ig Bourbon uralom alatt volt, a napóleoni korszakban csatolták a Department of Taro Birodalomhoz, később Marie Louise birtoka lett.
Az 1848. május 10-i népszavazáskor Piacenza kérte bekebelezését a születő Olasz Királyságba. Az olasz városok közül egyhangú népszavazással elsőként lett annak része, kiérdemelve ezzel az Elsőszülött nevet.

## Nevezetességek
- Piacenzában gyógyított pestises betegeket - és maga is itt gyógyult ki a kórból - a 14. században Szent Rókus.[4]

## Látnivalók
- Szent Antal bazilika (1278-1373) - gótikus stílusban, a tizenkettedik században épült. Orgonáját David Bergamo tervezte.
- Santa Maria di Campagna bazilika - Reneszánsz stílusban épült. Az előtte fekvő téren II. Orbán pápa hirdette az első keresztes hadjáratot. A templom freskói közül Giovanni Antonio Sacchi freskói díszítik a kupolát és a két kápolnát a bal oldalon. Egyéb munkák a Galeazzo, Antonio, Giulio és Bernardino Campi, Camillo Procaccini, Guercino, Malosso, De Longe, Bibbiena, Stern és Avanzini. A templom  Piacenza Alessio Tramello építész talán legnagyobb remekműve.
- San Sisto templom  - reneszánsz stílusban épült.
- San Lorenzo templom - a tizennegyedik században épült.
- San Donnino templom - román stílusban épült, homlokzatát 1889-ben felújították.
- Szent Anna templom - a tizenkettedik századbann 1334 körül átépítették, amely otthont ad Jan Rocco, Giovanni Angelo Del Maino, 1534-ben fából készült szobrának.
- Szent Eufémia Bazilika - román stílusban épült. Ebben a templomban temettek el a maradványait püspök Aldo Gabrielli da Gubbio  püspöknek, aki az épület felszentelte. Található itt egy női alakot ábrázoló fából készült szobor is, melyet 1516-ban Giovanni Angelo Del Maino készített.
- San Pietro templom, egykor a jezsuitáké volt.
- Szent Brigid templom  - (Írország védőszentje, Szent Brigitta)  826 és 850 között alapították. Az ír Szent Donatus püspök Fiesole itt adott otthont a ír zarándokoknak.
- San Paolo templom -  barokk stílusban épült. A templom egyszerű homlokzatú. A belső tér egyhajós hat oldalsó kápolnával. A templom freskói: Szent Pál meggyógyít egy fiút és San Biagio San Biagio üdvözölte a mennyben a Megváltó Giovanni Evangelista Draghi. Robert de Longe San Biagio vértanú. Egy névtelen tizennegyedik századi festő a Madonna és a gyermek Enthroned. Bartolomeo Di Pietro és Szentírás epizódok, Szent Pál a damaszkuszi úton. A freskók Luciano Ricchetti, a szószék Giovanni Leoni munkája.
- Városháza - gótikus stílusban épült. 1281-ben Alberto Scoto Regent ghibellino nyomatékos kérésére építtette a város, melynek ma is igazi szimbóluma az épület.
- Kormányzói Palota - a tizennyolcadik században, klasszicista stílusban Lothar Tomba által épült.  Az épület ma a Kereskedelmi Kamara székhelye.
- Palazzo dei Mercanti - a XVII században épült, jelenleg az önkormányzat székhelye.

- Katolikus Egyetemen a Sacred Heart négy karral (Mezőgazdaság, közgazdaságtan, jog, oktatás), 2010 októberében jött létre.
- Farnese palota - ma a Városi Múzeum Palazzo Farnese épülete. Benne a középkor, a reneszánsz, üveg és kerámia rész, amellett a Műcsarnok, a fegyvertár, a Kocsimúzeum, a Régészeti Múzeum és a Múzeum a Risorgimento.
- A Természettudományi Múzeum
- Ricci Oddi Gallery of Modern Art - amelyben több mint hétszáz alkotás található a tizenkilencedik századtól a mai napig.

Szintén fontosak a Városi Könyvtár Passerini-Landi és a Board of Alberoni. Az utóbbi hatalmas építészeti komplexum, ez egy művészeti galéria, egy obszervatórium, a Természettudományi Múzeum, a könyvtár és a San Lazzaro templom.

## Híres piacenzaiak
- Giovanni Paolo Panini festő, építész, aki 1691. június 17-én Piacenzában született.
- Giorgio Armani (1934) olasz divattervező
- Nina Zilli (1980) olasz énekesnő
- Piacenzában gyógyított pestises betegeket – és maga is itt gyógyult ki a kórból – a 14. században Szent Rókus.[4]
- Filippo Inzaghi (1973) kétszeres BL-győztes, világbajnok olasz labdarúgó

## Testvérvárosai
- Plasencia, Spanyolország
- Erfurt, Németország

## Fordítás
- Ez a szócikk részben vagy egészben  a   Piacenza című angol Wikipédia-szócikk fordításán alapul.  Az eredeti cikk szerkesztőit annak laptörténete sorolja fel. Ez a jelzés csupán a megfogalmazás eredetét és a szerzői jogokat jelzi, nem szolgál a cikkben szereplő információk forrásmegjelöléseként.

## Külső hivatkozások
- Honlapja (olaszul)